# Cratere Ictinus
Ictinus è un cratere d'impatto presente sulla superficie di Mercurio, a 79,1° di latitudine sud e 165,2° di longitudine ovest. Il suo diametro è pari a 58,03 km. 
Il cratere è stato battezzato dall'Unione Astronomica Internazionale in onore dell'architetto greco Ictino.